# ウ・カーングラ・アマンケンガーネ

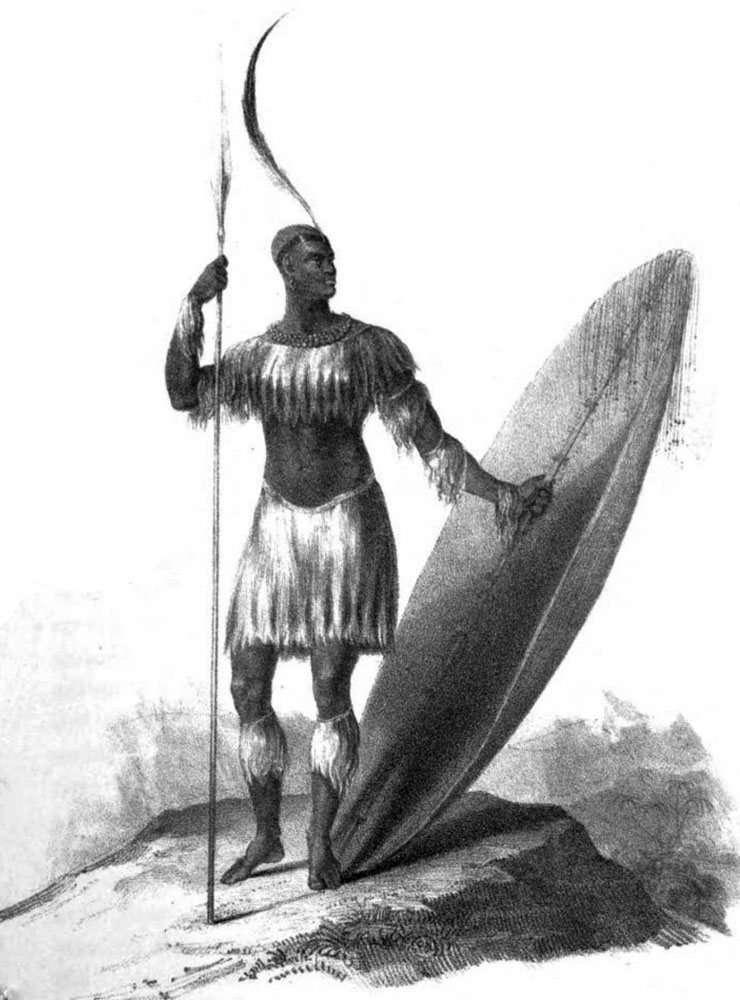
ウ・カーングラ・アマンケンガーネの創設者、シャカ王。

ウ・カーングラ・アマンケンガーネ（ズールー語: U Khangela Amankengane）はズールー王国の部隊のひとつ。ウ・カーングラ・アマンケンガーネは初代国王シャカ・ズールー（シャカ王）によって組織された。この部隊名は、「怪物たちの監視人」を意味し、怪物たち（白人）を監視するため、白人の居住地付近に配置した特殊部隊を指している。1824年にシャカ王はポート・ナタール（現ダーバン）のイギリス人と銃・弾薬の入手のために協定を結んだが、その一方でこうした部隊の編成など白人に対する警戒を怠っておらず、シャカ王がヨーロッパ人の脅威に対する対処に苦慮していたことが叙事詩『偉大な王シャカ』の作者、マジン・クネーネによって指摘されている。